# Franz Kalckhoff
Franz Andreas Anton Kalckhoff (* 30. November 1860 in Charlottenburg; † 13. Februar 1955 in Einbeck) war ein deutscher Philatelist und Chemiker. Er ist vor allem bekannt als Autor, Redakteur für philatelistische Literatur und Experte für Ganzsachen. Nach ihm wurde die „Kalckhoff-Medaille“ benannt.

## Leben
Der Sohn des Kaufmanns Friedrich Heinrich Leonhard Kalckhoff und der Ludowike Maria Emilka Kalckhoff geb. Blume interessierte sich schon seit seiner Kindheit für Philatelie. Als er noch zur Schule ging, las er schon in den 1870er Jahren die Deutsche Briefmarken-Zeitung und den 1874er Katalog von Moschkau. Ab 1879 studierte er Chemie in Berlin. Nach seinem Studienabschluss arbeitete er zunächst in Berlin, dann ab 1885 für die Höchster Farbwerke. Ab 1889 war er beruflich in England als Farbchemiker in Huddersfield. Später arbeitete er für kurze Zeit in Prag und danach ab 1892 wieder in Berlin. Ab 1. September 1893 war er als Chemiker im Reichspatentamt tätig. Dort waren die nächsten Karrierestufen ab 1901 verbeamteter Regierungsrat, 1912 Geheimer Regierungsrat und 1921 Oberregierungsrat. 1925 ging er in den Ruhestand.
Kalckhoff publizierte seine philatelistischen Werke und Fachbeiträge teilweise mit dem Pseudonym „Franz Andreas“, „A. Franz“ oder „ff“. Er deckte zusammen mit seinem Sammlerfreund Carl Lindenberg den Fall des Fälschers Georges Fouré auf. 1891 nahm er die Schriftleitung der „Illustrierten Briefmarken-Zeitung“ für den Verlag E. Heitmann in Leipzig auf. Ferner war er in den Jahren 1926/27 Schriftleiter des „Postwertzeichens“. Außerdem bearbeitete er das Schwaneberger Album und war in der Redaktion des Briefmarkenkatalogs der Gebrüder Senf. Er war Mitglied in einigen in- und ausländischen Sammlervereinen. Nachdem er nach Berlin umzog, war er ab 1893 Schriftführer und von 1903 bis 1907 Vorsitzender des Berliner Philatelisten-Klubs von 1888 e.V. Er hatte eine große Vorliebe für Ganzsachen und war außerdem Sammler von Telegrafenmarken, Fernsprechscheinen und weiteren weniger beachteten Sammelgebieten.

### Privatleben
Am 26. Juni 1897 heiratete Kalckhoff in Berlin Margarethe Anna Hedwig Sibeth (geb. 1873 in Steglitz). 1898 wurde in Berlin die Tochter Fedora Emilie Erna Kalckhoff geboren. 1900 starb Tochter Gertrud nur einen halben Tag nach der Geburt. Das Paar ließ sich vor 1919 scheiden.
Am 29. August 1933 heiratete er in Berlin Maria Eduarda Elisabeth Bungerz geb. Quack (geb. 1892 in München-Gladbach). Das Paar ließ sich 1940 scheiden. Die Bombenangriffe auf Berlin bewogen ihn dazu, 1943 zu seiner Tochter und zu seinem Schwiegersohn nach Einbeck umzuziehen.

## Auszeichnungen
- Seit 2. März 1908: Ehrenmitglied im Berliner Philatelisten-Klub[8]
- 1911: Lindenberg-Medaille
- 1934: Auszeichnung als „Honorary Life Fellow“ (Ehrenmitglied) bei der Royal Philatelic Society London
- 1947: Hans-Wagner-Medaille
- 1950: Sieger-Preis
- 1951: Kalckhoff-Medaille. Der Bund Deutscher Philatelisten e.V. in Hamburg stiftete anlässlich Kalckhoffs 90. Geburtstages am 30. November 1950 eine Medaille als Literaturpreis gestiftet. Über die Stiftung wurde eine Urkunde angefertigt und Kalckhoff überreicht, welcher verfügte, dass sie nach seinem Tode an den Bund Deutscher Philatelisten e.V. zurückgelangen soll. Die Medaille alle zwei Jahre wird an Personen verliehen, welche sich besondere Verdienste auf dem Gebiet der deutschsprachigen Fachliteratur erwarben.[14][15]
- 1954: Kobold-Medaille
- Ehrenmitglied im Bund Deutscher Philatelisten, im Landesverband Niedersachsen
- Ehrenmitglied beim „Collectors Club New York“

## Werke
- Über Chemische Fälschungen. Aufsatz von 1888; hiermit wurde er erstmals bekannt
- Illustriertes Verzeichnis aller bekannten Neudrucke staatlicher Postwertzeichen nebst Angaben der Unterscheidungsmerkmale. Leipzig 1892
- Die Preußischen Telegraphenmarken. in der Festschrift von 1898 anlässlich des 10-jährigen Jubiläums des „Berliner Philatelisten-Klubs“
- Die Telegraphenmarken und Fernsprechscheine des Deutschen Reiches. ohne Jahresangabe
- Die Postkarten der Deutschen Schutzgebiete und der Deutschen Postanstalten im Auslande. Sonderdruck: Deutsche Briefmarken-Zeitung 1902
- Die Erfindung der Postkarte und die Korrespondenz-Karten der Norddeutschen Bundespost. Verlag von Hugo Krötzsch & Co, Leipzig 1911
- Die Ganzsachen für die Deutschen Schutzgebiete sowie für die Deutschen Postämter im Auslande und für die im Weltkrieg besetzten Gebiete. Borna 1919
- Philatelistische Jugenderinnerungen. 1920 im Selbstverlag
- Die Deutschen Eingeschriebenen-Zettel. Deutsche Sammler-Zeitung, ohne Jahresangabe
- 1928: Fachbuch über die Briefumschläge Preußens, das er posthum Carl Lindenberg widmete
- Die Ganzsachensammlung der Brüder Petschek, Band 2 (M bis W), 1934